# Лаане (Камб'я)
Ла́ане (ест. Laane küla) — село в Естонії, у волості Камб'я повіту Тартумаа.

## Населення
Чисельність населення на 31 грудня 2011 року становила 155 осіб.

## Історія
До 21 жовтня 2017 року село входило до складу волості Юленурме.